# Embalse de San Martín
El embalse de San Martín (en gallego: encoro de San Martiño) es una infraestructura hidrológica construida en el río Sil, en el municipio de Quiroga, provincia de Lugo, Galicia, España.
La presa ha creado un humedal ecológicamente interesante. En la margen derecha, correspondiente al municipio de Rúa, la compañía eléctrica creó un bosque de chopos con el fin de proteger esa margen de las inundaciones. Actualmente es una zona recreativa para la población local.
Dadas las características climáticas del valle, situado en una zona de clima oceánico con influencia mediterránea, con temperaturas que oscilan entre los -5 °C en invierno y más de 40 °C en verano, y una precipitación media anual de 654 mm, el embalse, a veces también llamada lago de San Martiño, atrae a una gran cantidad de aves singulares, especialmente anátidas, capaces de nidificar aquí. En los años 80, esta zona, junto con otros humedales de la misma región, fue calificada como una de las más interesantes de España, debido al gran número de anátidas registradas, con más de 1800 ejemplares, cuando sólo había veinte zonas españolas que superaran los 1500 ejemplares. También cuenta, entre otros, con cigüeñas, martines pescadores, etc. También hay que señalar la existencia de un buen número de reptiles y batracios, por lo que hace años se solicitó una protección especial para el lugar.